# 프랜시스 허버트 브래들리

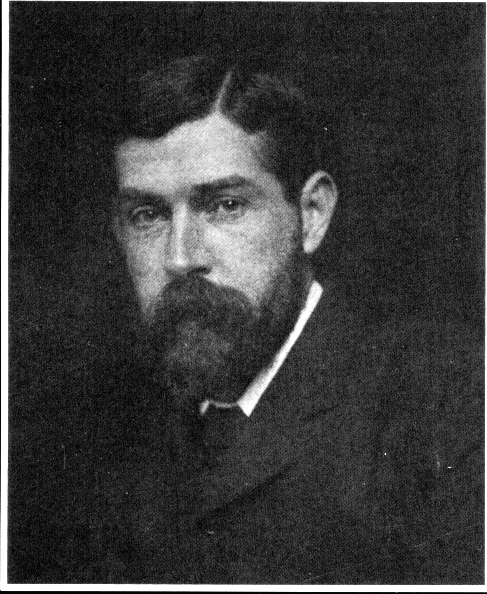
프랜시스 허버트 브래들리

프랜시스 허버트 브래들리(Francis Herbert Bradley, OM, 1846년 1월 30일~1924년 9월 18일)는 영국의 관념론 철학자이다.
옥스퍼드 대학교에서 배우고 1870년부터 평생 동안 동 대학 머튼 칼리지의 특별 연구원으로 지냈다. 《윤리학 연구》(1876), 《논리학 원리》(1883)에 이어 주저 《가상(假象)과 실재(實在)》(1893)를 저술하고 여러 가지 현상은 진실재(眞實在)가 아닌 가상에 불과하지만 절대자인 진실재에 싸여 있으며, 그래서 절대자는 현상을 통하여 나타난다고 논하였다. 이것은 헤겔에 가까운 절대적 관념론인데, 19세기 영국에서의 가장 독창적인 형이상학이라고 일컬어진다.

## 서훈
- 1924년 7월 오더 오브 메리트(Order of Merit, OM)